# S/2003 J 9
S/2003 J 9 je Jupitrov naravni satelit (luna). Spada med  nepravilne lune z retrogradnim gibanjem. Je članica Karmine skupine Jupitrovih lun, ki krožijo okoli Jupitra v razdalji od 23 do 24 Gm in imajo naklon tira okoli 165°. 
Luno S/2003 J 9 je leta 2003 odkrila skupina astronomov, ki jo je vodil Scott S. Sheppard z Univerze Havajev.  
Luna S/2003 J 9 ima premer okoli 1 km in obkroža Jupiter v povprečni razdalji 23,384.000  km. Obkroži ga v  733  dneh 6  urah in 58 minutah po tirnici, ki ima naklon tira okoli 165 ° glede na ekliptiko oziroma 165 °  na ekvator Jupitra. 
Njena gostota je ocenjena na 2,6 g/cm3, kar kaže, da je sestavljena iz kamnin. 
Luna izgleda zelo temna, ima odbojnost 0,04. Njen navidezni sij je 23,7 m.